# Вернер Акерманн
Вернер Акерманн (нім. Werner Ackermann; 28 жовтня 1888, Ніколайкен — 17 вересня 1917, Північне море) — німецький офіцер-підводник, оберлейтенант-цур-зее кайзерліхмаріне.

## Біографія
1 квітня 1908 року вступив на флот. Учасник Першої світової війни. З 1 вересня 1917 року — командир підводного човна SM UC-45. 17 вересня 1917 року човен потонув в Північному морі внаслідок аварії при зануренні. Всі 35 членів екіпажу загинули.

## Звання
- Морський кадет (1 квітня 1908)
- Фенріх-цур-зее (10 квітня 1909)
- Лейтенант-цур-зее (27 вересня 1911)
- Оберлейтенант-цур-зее (19 вересня 1914)

## Нагороди
- Залізний хрест 2-го класу